# Ræven
Ræven (Vulpecula) er et stjernebillede på den nordlige himmelkugle.